# 楠普斯迈尼勒
楠普斯迈尼勒（法語：Namps-Maisnil，法語發音：[nɑ̃ps mɛnil]）是法国上法蘭西大區索姆省的一个市镇，属于亚眠区。

## 地理
楠普斯迈尼勒（49°48'10"N, 2°6'25"E）面积21.96 平方千米，位于法国上法蘭西大區索姆省，该省份为法国北部沿海省份，北起加来海峡省和北部省，西接滨海塞纳省和大西洋英吉利海峡，南至瓦兹省，东临埃纳省。
与楠普斯迈尼勒接壤的市镇（或旧市镇、城区）包括：塞勒河畔巴库埃勒、孔蒂、克勒兹、弗雷蒙捷、穆瓦延库尔莱普瓦、普鲁泽勒、克沃维莱、勒韦勒、奥德塞勒。
楠普斯迈尼勒的时区为UTC+01:00、UTC+02:00（夏令时）。

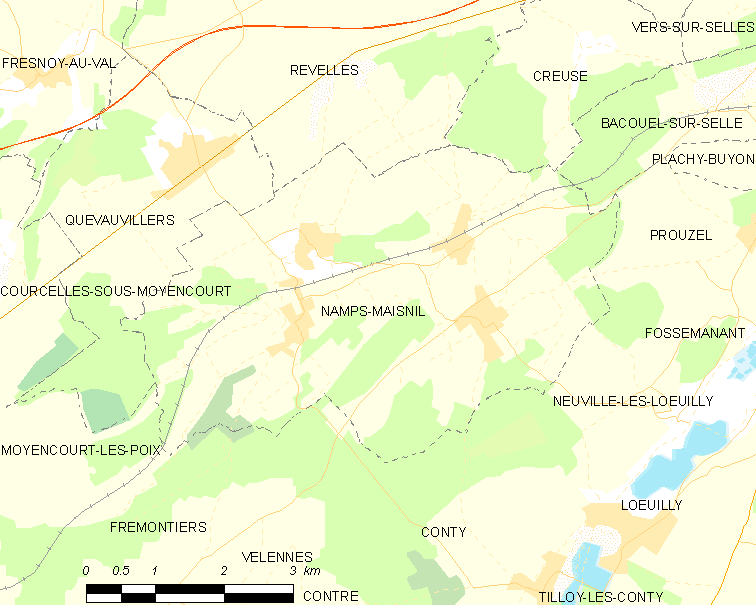
楠普斯迈尼勒的OSM定位图

## 行政
楠普斯迈尼勒的邮政编码为80290，INSEE市镇编码为80582。

## 政治
楠普斯迈尼勒所属的省级选区为努瓦河畔阿伊县。

## 人口

1962-2008年间楠普斯迈尼勒人口变化图示

楠普斯迈尼勒于2022年1月1日时的人口数量为1014人。